# 卡爾·葛魯斯曼
卡爾·葛魯斯曼（英語：Karl Glusman，1988年1月3日—），美國男演員。他曾在加斯帕·諾埃的電影《Love》（2015年）中飾演主角，也在《霓虹惡魔》（2016年）和《迷離字戀》（2016年）等電影演出。卡爾出生在布朗克斯，成長在紐約。卡爾的父親是猶太人，母親有愛爾蘭血統。